# 大阪ECO動物海洋専門学校
大阪ECO動物海洋専門学校（おおさかエコどうぶつかいようせんもんがっこう）は、滋慶学園グループである学校法人コミュニケーションアートが運営する大阪市西区にある専修学校。動物分野の学科を扱う専門学校として日本で初めて認可を受けた大阪コミュニケーションアート専門学校（1994年にペットビジネス科を、1998年に動物飼育調教科設置）より2014年4月分離独立。

## 沿革
- 1988年（昭和63年） - 大阪コミュニケーションアート専門学校創立
- 1994年（平成6年） - ペットビジネス科設置
- 1995年（平成7年） - 野田校舎（大阪市福島区）改築、ペットビジネス科移転
- 1998年（平成10年） - 動物飼育調教科設置
- 1999年（平成11年） - 動物飼育調教科、ペットビジネス科校舎着工
- 2001年（平成13年） - 自然環境専攻設置
- 2003年（平成15年） - 動物飼育調教科、ペットビジネス科、生活デザイン科をエココミュニケーション科に統一・改称
- 2004年（平成16年） - エコスペシャリスト科（3年制）設置
- 2008年（平成20年） - 食品資源学科（健康農食科）設置
- 2014年（平成26年） - 大阪コミュニケーションアート専門学校より分離独立
- 2022年（令和4年）-エコ・テクノロジー科を設置　動物⾼度医療科を対象に愛玩動物看護師法第31条第2号に基づく愛玩動物看護師養成所に指定

## 学科・専攻

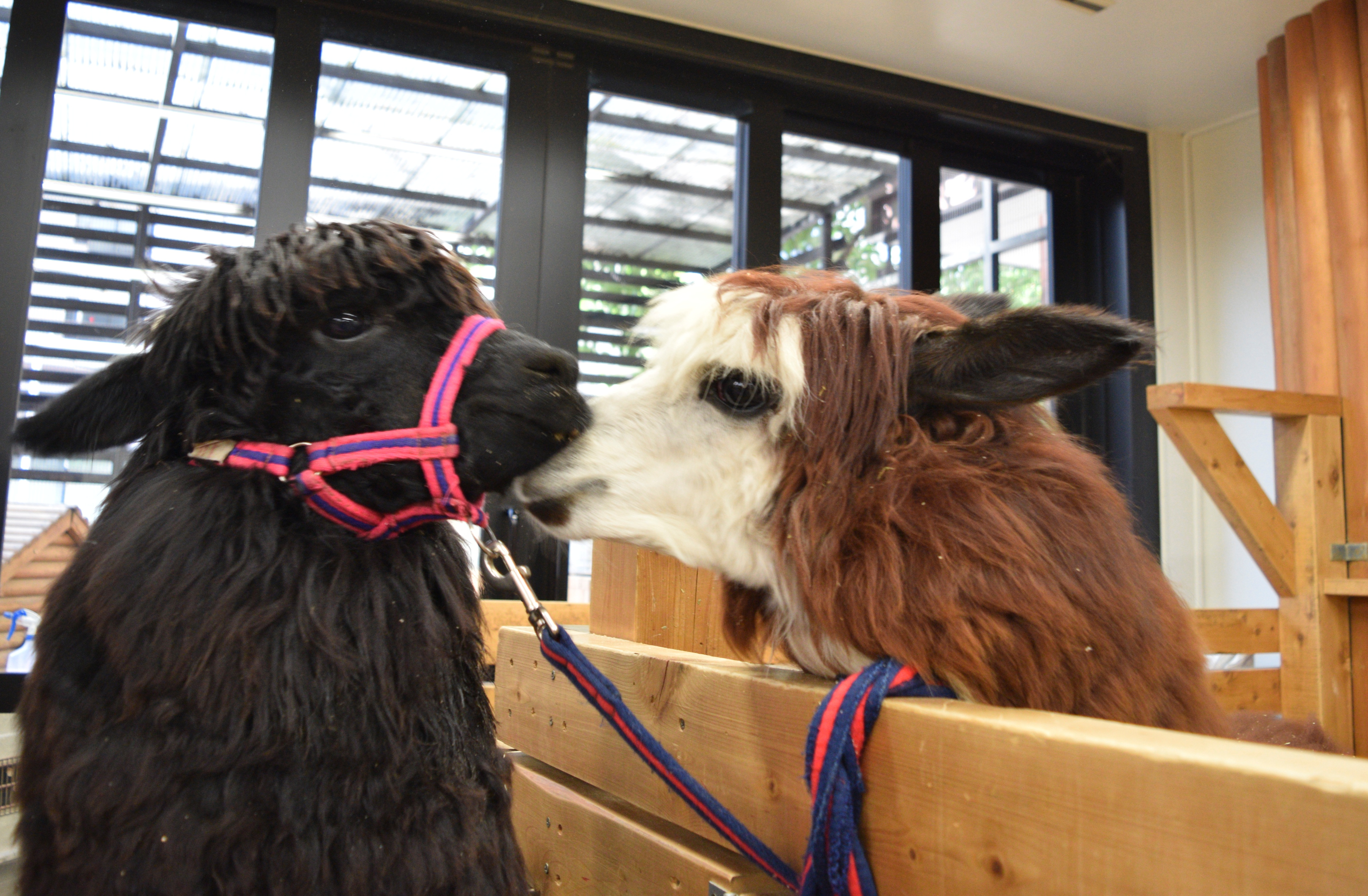
大阪ECOで飼育しているアルパカ

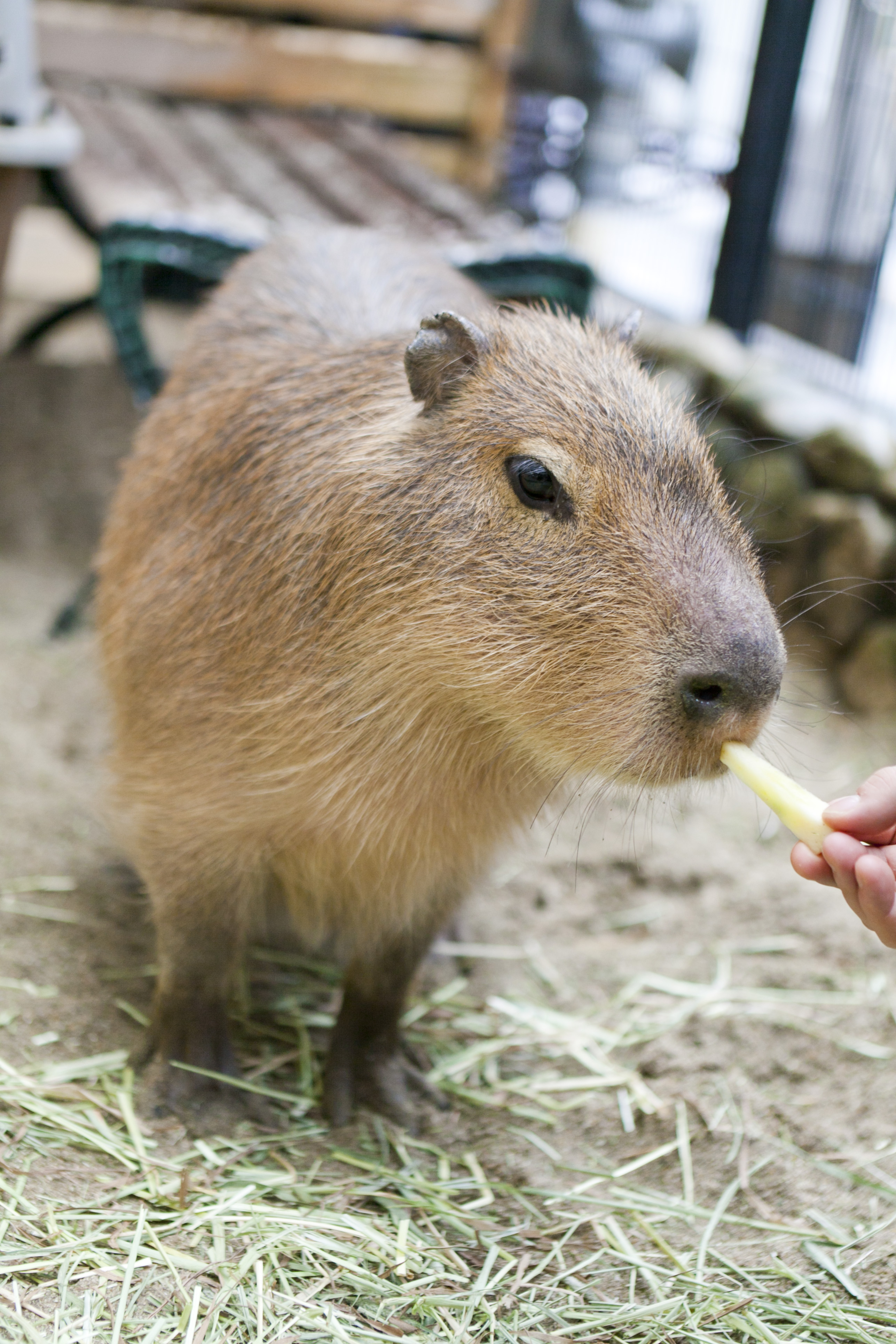
大阪ECOで飼育しているカピバラ

### エコ・テクノロジー科
4年制 (高度専門士)
動物園・水族館&テクノロジー専攻
ペットマネジメント&ホスピタリティ専攻
野生動物＆自然環境クリエーター専攻

### 動物高度医療科
3年制
動物看護師専攻
本校は、愛玩動物看護師法第31条第2号に基づく愛玩動物看護師養成所に指定されました。

### ペットビジネス科
2年制
ペットトリマー&エステティシャン専攻
ドッグトレーナー専攻

### 動物＆海洋科
2年制
動物園・動物飼育専攻
ドルフィントレーナー専攻
水族館・アクアリスト専攻